# Julodis
Julodis is een geslacht van prachtkevers (Buprestidae) uit de onderfamilie Julodinae. De typesoort is Buprestis fascicularis Linnaeus, 1758.

## Kenmerken
Het zijn vrij grote, felgekleurde kevers. 

## Verspreiding en leefgebied
Ze komen voor in Afrika, het Middellandse Zeegebied en oostelijk daarvan in het Midden-Oosten, Arabië en Centraal-Azië.

## Europese soorten
De soorten van dit geslacht die in Europa waargenomen werden zijn:
- Julodis armeniaca
- Julodis ehrenbergii
- Julodis intricata
- Julodis onopordi
- Julodis pubescens
- Julodis splichali